# Threticus helleis
Threticus helleis är en tvåvingeart som först beskrevs av Dyar 1929.  Threticus helleis ingår i släktet Threticus och familjen fjärilsmyggor. Inga underarter finns listade i Catalogue of Life.